# Wstężyk ogrodowy
Wstężyk ogrodowy (Cepaea hortensis) – gatunek ślimaka należący do rodziny ślimakowatych (Helicidae). Występuje w Europie, w tym na obszarze całej Polski, oraz w Ameryce Północnej (gdzie został introdukowany). Ślimak ten jest bardzo podobny do wstężyka austriackiego. Ma różnokolorową muszlę o błyszczącej powierzchni. Wstężyk ogrodowy w przeciwieństwie do dorosłego wstężyka gajowego ma jasną (białą) wargę otaczającą otwór muszli. Wstężyki ogrodowe są jadalne, ale rzadko spożywane ze względu na niewielkie rozmiary i różnie oceniane walory smakowe.

## Galeria

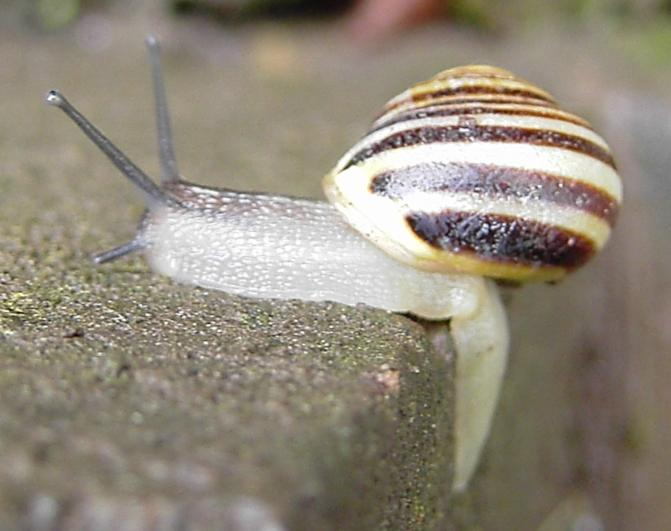
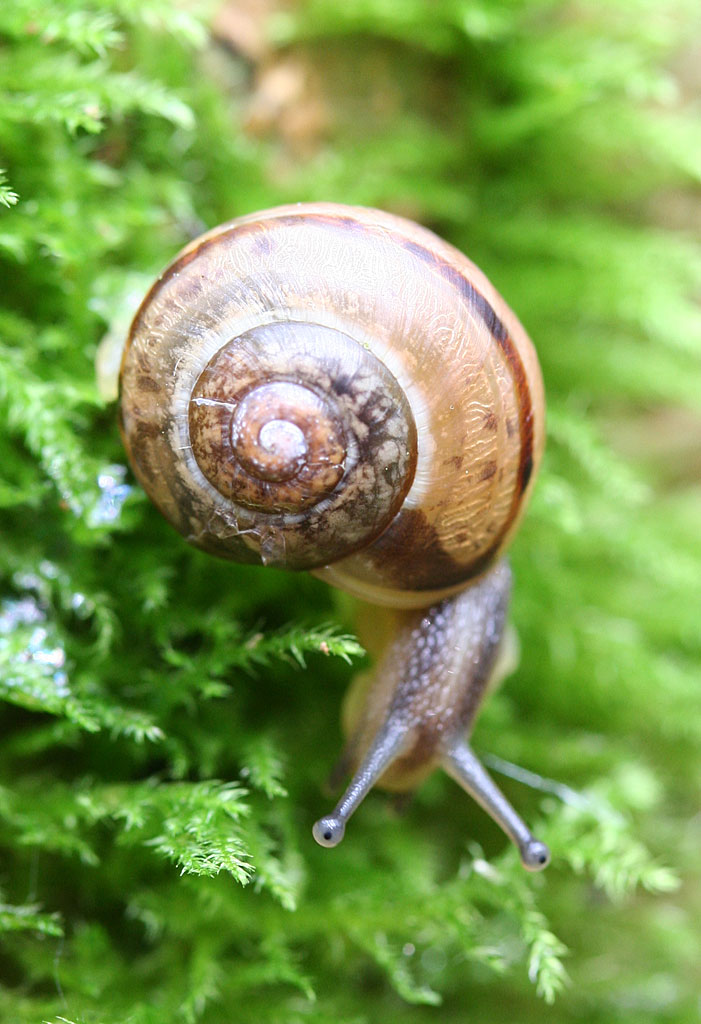
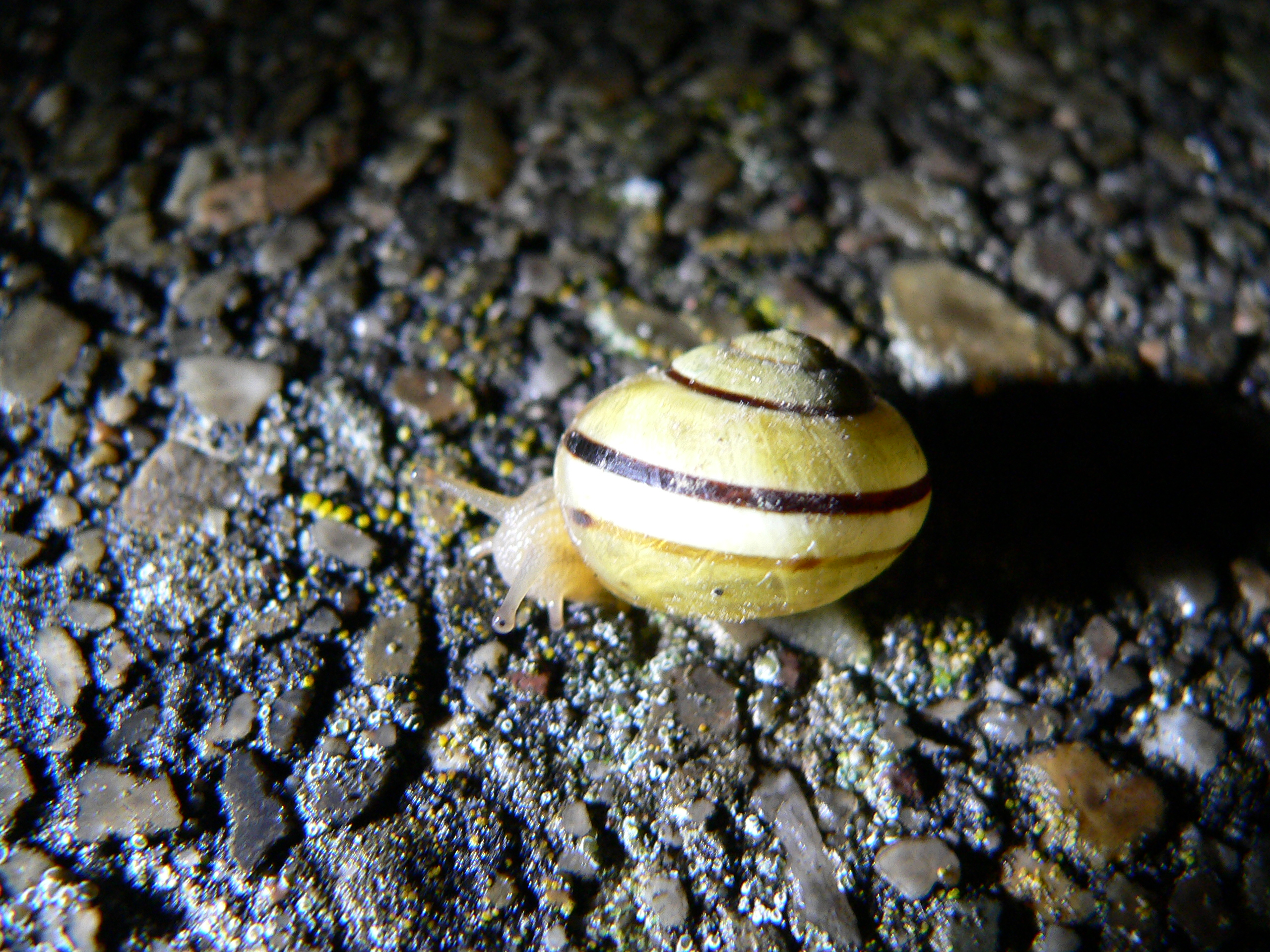
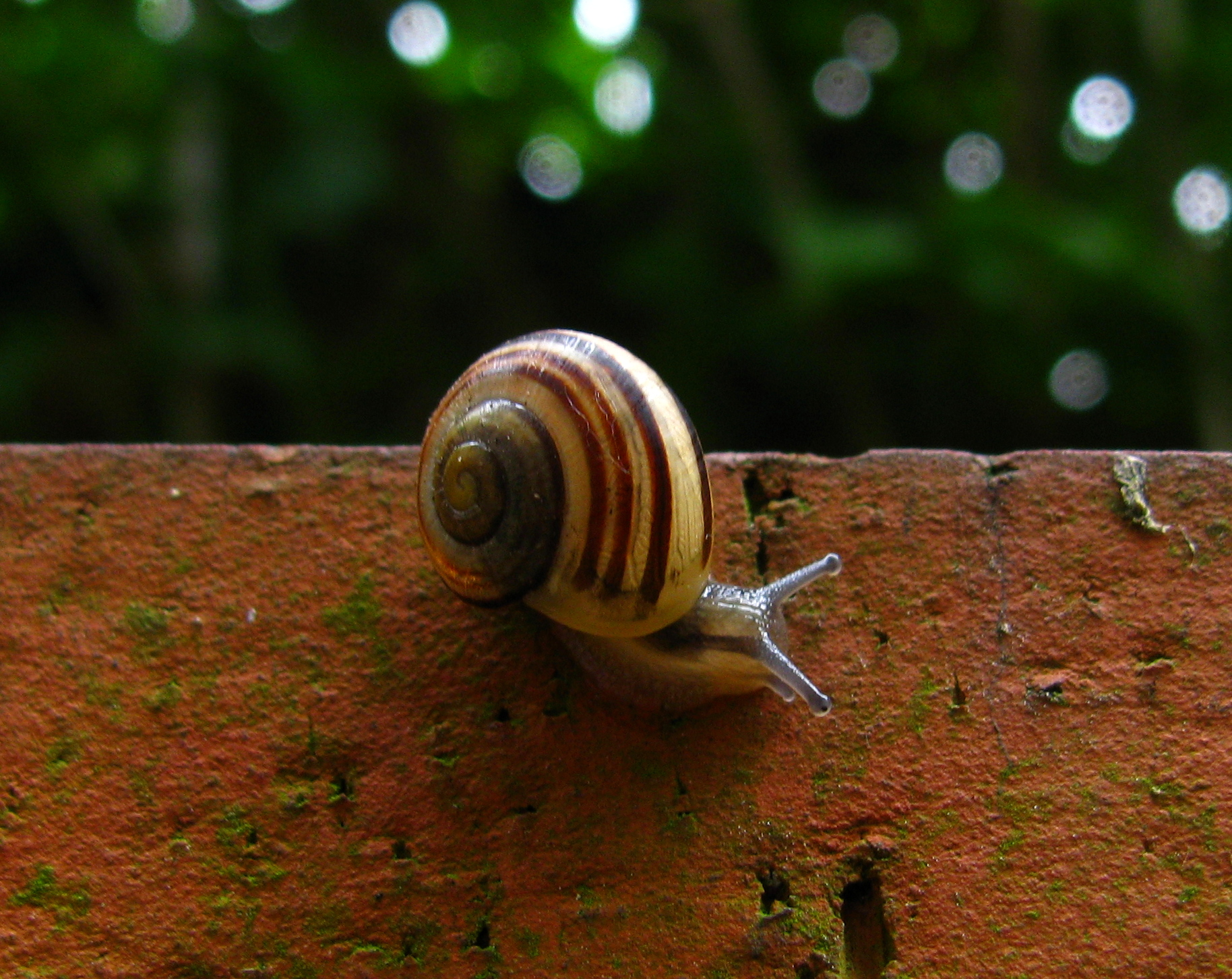
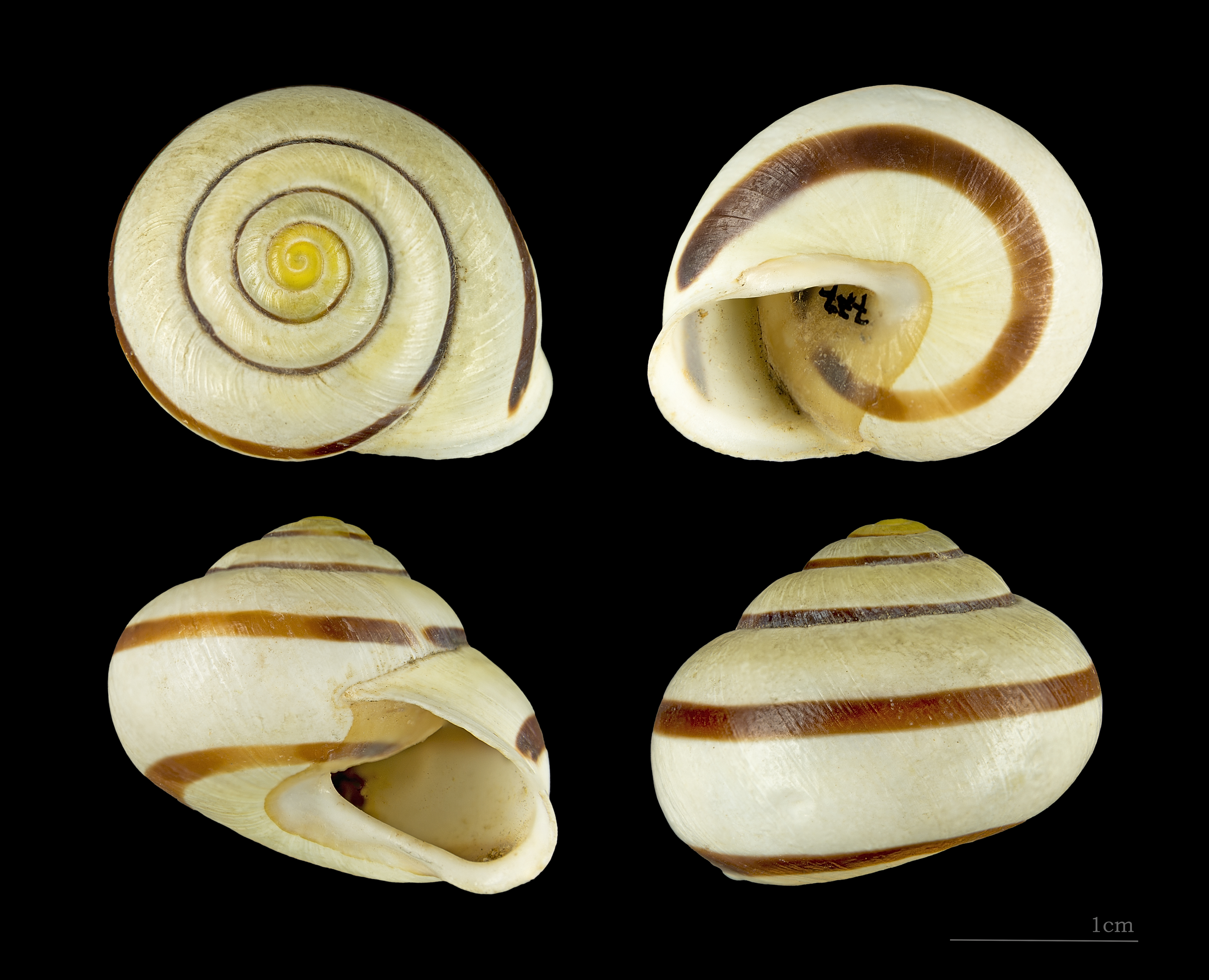